# Konföderation der Revolutionären Arbeitergewerkschaften der Türkei
Die Konföderation der Revolutionären Arbeitergewerkschaften der Türkei (türkisch: Türkiye Devrimci İşçi Sendikaları Konfederasyonu, DİSK) ist einer von vier Zusammenschlüssen von Gewerkschaften in der Türkei. Sie wurde offiziell am 13. Februar 1967 von Gewerkschaften gegründet, die sich von der Konföderation von Arbeitergewerkschaften der Türkei (Türk-İş) getrennt hatten. Die links orientierte DISK hat 350.000 Mitglieder.
DISK ist Mitglied des Internationalen Gewerkschaftsbundes (IGB) und des Europäischen Gewerkschaftsbundes (EGB). In der Mitgliederliste des IGB wird die Mitgliedschaft mit 30.000 angegeben (Stand: November 2017).

## Entwicklung bis zum Putsch von 1980
1967 gründeten fünf Gewerkschaften, die sich von der TÜRK-İŞ gespalten hatten, die DİSK. Es handelte sich dabei um folgende Gewerkschaften: „Gewerkschaft der Minenarbeiter der Türkei“, „Gewerkschaft für Ernährung“, „Gewerkschaft der Metallarbeiter der Türkei“, „Gewerkschaft der Pressearbeiter“ und die „Gewerkschaft der Gummiarbeiter der Türkei“. DİSK war immer ein ernster Konkurrent und eine echte Alternative zur Türk-İş. Sämtliche Gründungsmitglieder von DİSK waren gleichzeitig Mitglieder der (sozialistischen) Arbeiterpartei der Türkei (Türkiye İşçi Partisi, TİP). DİSK lehnte das US-amerikanische Gewerkschaftssystem ab und strebte eine Massenbewegung im Sinne des Klassenkampfes an.
Auf der ersten Vollversammlung von DİSK in Istanbul am 15. Juni 1967 wurden Resolutionen wie „Krieg gegen Hunger“ verabschiedet. Sechs Gewerkschaften traten der DİSK bei und erhöhten die Mitgliederzahl auf 65.730. Bei den Aktionen vom 15.–16. Juni 1970 gingen unter Führung von DISK Massen von Arbeitern gegen die Einschränkung von Gewerkschaftsrechten auf die Straße. Bei Polizeieinsätzen wurden drei Arbeiter und ein Polizist getötet, 162 Arbeiter wurden festgenommen. Die Gesetzesbestimmung, gegen die die Aktion sich richtete, wurde vom Verfassungsgericht aufgehoben.
Nach der Machtübernahme der Militärs, deren Herrschaft von 1971 bis 1973 dauerte, wurden DISK-Gewerkschafter zeitweilig festgenommen. Weitere Gewerkschaften schlossen sich DİSK an, so dass 1973 ihre Zahl an Mitgliedern auf 270.000 angestiegen war.
Die politisch-ideologischen Auseinandersetzungen in DİSK eskalierten in der 1977 stattfindenden Generalversammlung. Dort erfuhr die bisherige marxistisch orientierte Führungsgruppe eine Absage. Der neue Vorstand, unter der Führung der „Gewerkschaft der städtischen Arbeiter“ (Genel-İş), die Partner der ÖTV und Mitglied der Internationale der Öffentlichen Dienste ist, repräsentierte die Linie der an der CHP-orientierten Gewerkschaften bis zu seiner Suspendierung von 1980.
In der zweiten Hälfte der 1970er Jahre wurden DİSK-Mitglieder Zielscheibe von Attentaten. Besonders blutig war der Angriff auf die 1.-Mai-Kundgebung 1977 auf dem Istanbuler Taksim-Platz, bei dem 36 Teilnehmer getötet wurden. Die Umstände konnten bis heute nicht geklärt werden. Am 22. Juli 1980 wurde der ehemalige DİSK-Vorsitzende Kemal Türkler vor seinem Haus erschossen.

## Der Putsch von 1980 und die Zeit danach
Es folgte der Putsch vom 12. September 1980 mit dem Verbot von DİSK und einem Schauprozess. Angeklagt wurden 1.477 DİSK-Mitglieder, gegen 78 von ihnen stellte die militärische Staatsanwaltschaft Antrag auf Todesstrafe. Das Verfahren vor dem Militärgericht Istanbul endete am 24. Dezember 1986. Das Gericht verurteilte 264 Gewerkschafter und Experten zu Strafen zwischen 5,5 Jahren und 15 Jahren und 8 Monaten Haft. 1991 ging der Prozess mit einem Freispruch durch den militärischen Kassationsgerichtshof zu Ende. Nach einem außerordentlichen Kongress im Dezember 1991 konnte DİSK seine Arbeit wieder aufnehmen.
Angaben von 1997 zufolge hatte DİSK 300.000 Mitglieder und war in 26 Wirtschaftszweigen organisiert. Birleşik Metal-İş (metallverarbeitende Industrie), Genel-İş (allgemeine Dienstleistungen) und Oleyis (Hotel, Gastronomie) sind die mitgliederstärksten Gewerkschaften im Bund. DİSK hat 11 Regionalvertretungen, davon eine in Belgien. Sitz des Dachverbandes ist Istanbul.
Die folgenden Gewerkschaften gehören der DİSK an:
| Türkische Bezeichnung | Sektor                      | Vorsitz                 |
| --------------------- | --------------------------- | ----------------------- |
| Gida-İş               | Nahrung                     | Celal Ovat              |
| Basin-İş              | Presse                      | Ertuğrul Bilir          |
| Birleşik Metal-İş     | Metall                      | Adnan Serdaroğlu        |
| Dev Maden-Sen         | Minenarbeiter               | Çetin Uygur             |
| Dev Sağlik-İş         | Gesundheit                  | Arzu Çerkezoğlu         |
| Devrimci Yapı-İş      | Bau                         | Dursun Açıkbaş          |
| Emekli-Sen            | Rentner                     | Veli Beysülen           |
| Bank-Sen              | Banken                      | Önder Atay              |
| Cam Keramik-İş        | Glas-Keramik                | Mehmet Turp             |
| Tümka-İş              | Papier                      | Kemal Yılmaz            |
| Lastik-İş             | Öl, Chemie, Reifen          | Abdullah Karacan        |
| Limter-İş             | Werftarbeiter               | Kamber Saygılı          |
| Nakliyat-İş           | Transport                   | Ali Rıza Küçükosmanoğlu |
| Sine-Sen              | Film                        | Zafer Ayden             |
| Sosyal-İş             | Soziales                    | Metin Ebetürk           |
| Tekstil-İş            | Textilien                   | Rıdvan Budak            |
| Genel-İş              | allgemeine Dienstleistungen | Erol Ekici              |